# ぼくとママの黄色い自転車
『ぼくとママの黄色い自転車』（ぼくとママのきいろいじてんしゃ）は、2008年（平成20年）製作、2009年（平成21年）8月22日公開の日本映画である。ロケ地は小豆島ほかである。

## 概要・略歴
2008年（平成20年）7月12日 - 19日、香川県の小豆島でロケーション撮影を行い、19日の夜に同県の県庁所在地高松市内のホテルで、河野圭太監督、夫婦を演じる鈴木京香、阿部サダヲが記者会見を行なった。小豆島でのロケ地は、小豆島オリーブ公園、寒霞渓、銚子渓、銀波浦のエンジェルロードなど約10か所で行われた。同年8月中旬にクランクアップした。主人公一家の住居は、阿部の演じる父親が建築家の設定のため、横浜市内にある増田政一設計による個人宅で行われた。
主人公の少年を演じる武井証は、『いま、会いにゆきます』の映画版（監督土井裕泰、2004年）、テレビドラマ版（演出平野俊一ほか、2005年）の両方で主人公夫妻の一人息子という同じ役を演じて注目され、特撮テレビドラマ『仮面ライダーディケイド』（2009年）の第28話・第29話での岡村マサヒコ役や、映画『BALLAD 名もなき恋のうた』（監督山崎貴、2009年）にも出演、野原しんのすけに相当する川上真一役を演じている。
阿部サダヲは、ハリウッドチャンネルのインタビューに答え、実生活でも夫であり父である阿部は、家族の話や父親役をやりたいと考えていた時期に、父親役のオファーを受けたことがうれしかった、とのとの旨のコメントをしている。鈴木京香は、産経新聞のインタビューに答え、本作の役柄については、『アイリス』（監督リチャード・エアー、2001年）が好きであることもあり、実例についてリサーチをして取り組んだが、なによりも大切なのは「子を思う母の気持ち」だと思って演じた、との旨のコメントをしている。
少年と旅をする犬のアンは、ジャック・ラッセル・テリアである。
2009年（平成21年）3月15日、小豆島・土庄町中央公民館での「オリーブ百年祭」閉会式後に、同地での披露試写会が行われた。同年6月10日、主題歌「抱きしめて」を収録したさだまさしのオリジナルアルバム『美しい朝』がリリースされ、オリコンチャート初登場で第9位（2009年6月第3週）にランクインした。
同年8月22日、東京・新宿の新宿バルト9ほかで全国公開された。芸術文化振興基金助成事業、文部科学省選定（少年向、家庭向）、東京都青少年健全育成審議会推奨作品である。
本編のDVDが2010年1月21日発売。

## キャスト
| - 武井証 （沖田大志） - 梅原真子 - 阿部サダヲ （沖田一志・父） - 鈴木京香 （沖田琴美・母） | - 西田尚美 （鈴間里美・叔母） - 甲本雅裕 （鈴間誠治・叔父） - ほっしゃん。 （警官） - 柄本明 （正太郎） - 鈴木砂羽 （浩子） - 宮田早苗 - 市毛良枝 （山岡静子） |

## スタッフ
- 製作 : 品川惠保、與田尚志、高橋浩、福原英行、尾越浩文、山田良明、松田英史、中野隆治、宮崎恭一、上原徹
- プロデューサー : 井口喜一、木村立哉
- 監督 : 河野圭太
- 脚本 : 今井雅子
- 原作 : 新堂冬樹『僕の行く道』（双葉社、2005年 ISBN 4575235148 / 双葉文庫、2008年 ISBN 4575512052）
- 音楽 : 渡辺俊幸
- 主題歌 : さだまさし「抱きしめて」 （アルバム『美しい朝』所収、ユーキャン）
- アニマルトレーナー : 宮忠臣
- 製作会社：「ぼくとママの黄色い自転車」製作委員会（ユーキャン、ラテルナ、東映アニメーション、東映ビデオ、ポニーキャニオン、共同テレビジョン、東映エージエンシー、ブロスタTV、ザックコーポレーション、フジパシフィック音楽出版）

## あらすじ
大志は、父と2人暮らしの小学3年生。物心ついたころから母が「留学でパリのデザイン学校に通っている」と聞かされて育ってきた。そんな母との絆は、週1度のパリからの手紙でのやりとりと、黄色い自転車のみ。しかし、ある日のふとしたことから手にした写真から、パリにいるはずの母が瀬戸内海に浮かぶ離島・小豆島にいるかもしれないと思うようになる。大志は父には内緒で、黄色い自転車に乗り、愛犬のアンと共に小豆島を目指して旅立つ。

## 関連書籍
- 新堂冬樹『僕の行く道』、双葉社、2005年 ISBN 4575235148
文庫版、双葉文庫、2008年 ISBN 4575512052
- 藤田杏一『ぼくとママの黄色い自転車』、ノベライズ、小学館文庫、2009年7月7日 ISBN 4094084053
- 宮忠臣『いつもとなりに犬がいた』、PHP研究所、2009年5月1日 ISBN 4569705278

## 註
1. 1 2 3  #外部リンクの公式サイトの記述を参照。
2. ↑  山陽新聞公式サイト内の記事「小豆島ロケ映画「ぼくとママの黄色い自転車」 監督ら高松で会見[リンク切れ]」（2008年7月21日）の記述を参照。
3. ↑  山陽新聞公式サイト内の記事「映画「ぼくとママの黄色い自転車」 小豆島名所でロケ[リンク切れ]」（2008年7月16日）の記述を参照。
4. ↑  「映画 ぼくとママの黄色い自転車」、2009年5月17日付。
5. ↑  ハリウッドチャンネル公式サイト内の記事「「ぼくとママの黄色い自転車」で父親役を好演した阿部サダヲにインタビュー Archived 2009年11月18日, at the Wayback Machine.」、2009年8月19日付。
6. ↑  産経新聞公式サイト内の記事「映画「ぼくとママの黄色い自転車」 熱演の鈴木京香語る[リンク切れ]」、2009年8月21日付。
7. ↑  宮忠臣『いつもとなりに犬がいた』（#関連書籍）の記述を参照。
8. ↑  土庄町公式サイト内の「まちのカレンダー(3月) Archived 2007年10月28日, at the Wayback Machine.」の記事（2009年3月13日閲覧）を参照。
9. ↑  東京都公式サイト内の記事「第591回東京都青少年健全育成審議会の答申について Archived 2009年8月18日, at the Wayback Machine.」、平成21年（2009年）8月11日付。